# AMY1C
AMY1C‏ (Amylase, alpha 1C (salivary)) هوَ بروتين يُشَفر بواسطة جين AMY1C في الإنسان.